# Летница (Софийска област)
Вижте пояснителната страница за други значения на Летница.
Летница е село в Западна България. То се намира в община Драгоман, Софийска област.

## География
Село Летница се намира в планински район.

## История
По сведения на местни хора селото е основано от македонец, забягнал от родното си място след някаква простъпка.
Училището в центъра на селото е открито през 1952 година, но вече не съществува и е частен имот.

## Обществени институции
Кметски наместник на Летница е Румен Петров, който отговаря и за село Прекръсте, както и за Беренде.